# Jizhar Szaj
Jizhar Szaj (hebr.: יזהר שי, ang.: Izhar Shay, Yizhar Shai ur. 16 lipca 1963 w Beer Szewie) – izraelski polityk, w latach 2020-2021 minister nauki i technologii, od 2019 poseł do Knesetu.
W wyborach parlamentarnych w kwietniu 2019 po raz pierwszy dostał się do izraelskiego parlamentu z koalicyjnej listy Niebiesko-Biali. 